# Aesiocopa
Aesiocopa là một chi bướm đêm thuộc phân họ Tortricinae của họ Tortricidae.

## Các loài
- Aesiocopa vacivana (Zeller, 1877)